# MobaHo!
MobaHo! fue un servicio japonés de radiodifusión móvil digital de audio, video y datos por satélite. Sus actividades se inauguraron públicamente el 20 de octubre de 2004 y cerró el 31 de marzo de 2009. MobaHo! usó las especificaciones de radiodifusión digital del ISDB.
Era propiedad de Mobile Broadcasting Corporation (MBCO), filial de Toshiba. Los servicios que entregó MobHo! fueron:
- 30 canales de audio, de los cuales 26 eran de música.
- 8 canales de televisión, de los cuales uno era premium.
- 60 subcanales de información de texto.

El satélite MBSat 1, usado conjuntamente por MBCO de Japón y SK Telecom de Corea del Sur, era el encargado de realizar las transmisiones hacía Japón. 
Las razones para el cierre de MobaHo! fue que no alcanzó la meta de suscriptores, así como la competencia de 1seg que empezó sus servicios públicamente en abril de 2006.
El servicio de TU Media (Corea del Sur), que usa el sistema S-DMB todavía esta en funciones.